# Paleppa
 (janvier 2021).
La mise en forme du texte ne suit pas les recommandations de Wikipédia : il faut le « wikifier ».
Les points d'amélioration suivants sont les cas les plus fréquents :
- Les titres sont pré-formatés par le logiciel. Ils ne sont ni en capitales, ni en gras.
- Le texte ne doit pas être écrit en capitales (les noms de famille non plus), ni en gras, ni en italique, ni en « petit »…
- Le gras n'est utilisé que pour surligner le titre de l'article dans l'introduction, une seule fois.
- L'italique est rarement utilisé : mots en langue étrangère, titres d'œuvres, noms de bateaux, etc.
- Les citations ne sont pas en italique mais en corps de texte normal. Elles sont entourées par des guillemets français : « et ».
- Les listes à puces sont à éviter, des paragraphes rédigés étant largement préférés. Les tableaux sont à réserver à la présentation de données structurées (résultats, etc.).
- Les appels de note de bas de page (petits chiffres en exposant, introduits par l'outil «  Source ») sont à placer entre la fin de phrase et le point final[comme ça].
- Les liens internes (vers d'autres articles de Wikipédia) sont à choisir avec parcimonie. Créez des liens vers des articles approfondissant le sujet. Les termes génériques sans rapport avec le sujet sont à éviter, ainsi que les répétitions de liens vers un même terme.
- Les liens externes sont à placer uniquement dans une section « Liens externes », à la fin de l'article. Ces liens sont à choisir avec parcimonie suivant les règles définies. Si un lien sert de source à l'article, son insertion dans le texte est à faire par les notes de bas de page.
- La présentation des références doit suivre les conventions bibliographiques. Il est recommandé d'utiliser les modèles {{Ouvrage}}, {{Chapitre}}, {{Article}}, {{Lien web}} et/ou {{Bibliographie}}. Le mode d'édition visuel peut mettre en forme automatiquement les références.
- Insérer une infobox (cadre d'informations à droite) n'est pas obligatoire pour parachever la mise en page.

Pour une aide détaillée, merci de consulter Aide:Wikification.
Si vous pensez que ces points ont été résolus, vous pouvez retirer ce bandeau et améliorer la mise en forme d'un autre article.
Paleppa est une spécialité pâtissière originaire de la ville de Rabat au Maroc. C'est un biscuit en pâte sablée, à la forme arrondie, d'environ 3 centimètres de diamètre et légèrement bombé d'une épaisseur de 1 centimètre et demi.
C'est une pâtisserie classique et de préparation aisée, mythique pour consommation quotidienne. Elle est servie avec le cérémonial de thé de 11 heures chez les familles anciennes de Rabat à l'occasion duquel les membres de la famille présents à la maison arrêtent toute tâche pour savourer le thé aux gâteaux.
Son nom à connotation ibérique trouve son origine dans le portugais, ce qui explique qu'elle a été rapportée par les Hornacheros qui se sont installés à Rabat à la fin du XVIe siècle venant de la communauté de Hornachos en Andalousie, plus proche du Portugal.

## Étymologie
Le terme pallepa, connu particulièrement chez les musulmans de Rabat, est un terme qu'aucune étymologie espagnole n'explique de façon satisfaisante. En effet, on pourrait penser à pan leve, « pain léger » ; mais leve est un terme savant, que l'on voit mal s'appliquer à un gâteau, tandis que le complexe pan lêvedu, « pain levé, fermenté, gonflé », attesté en galicien, dialecte qui se rattache au portugais, fournit un étymon plausible. Le portugais lêvedu, « levé, fermenté, dont la pâte a gonflé », comme celle de pallepa est accentué sur la première syllabe,.

## Méthode de préparation

### Ingrédients
- 6 œufs
- 1 bol de huile
- 3 bols de sucre granulé
- zeste d'un citron
- 3 sachets de levure chimique
- 1 kg de farine (à 1 kg et demi)
- Quelques amandes

### Préparation
Dans un cul de poule, battre les œufs avec le sucre semoule. Ajouter les sachets de levure, l'huile, le zeste de citron et la farine jusqu'à ce que la pâte durcisse. Émonder les amandes puis les frire. Former des boules et coller une amande au sommet. Disposer les boules de paleppa sur un plateau huilé, sans les coller en les espaçant suffisamment car la pâte s'étale à la cuisson.